# Lestes secula
Lestes secula là loài chuồn chuồn trong họ Lestidae. Loài này được May miêu tả khoa học đầu tiên năm 1993.